# 塞爾維亞和黑山足球總會
塞爾維亞和黑山足球總會（塞尔维亚语： / ，簡稱 / ）是塞黑的官方足球機構，總部設於貝爾格萊德。總會組織過塞黑聯賽、塞黑國家足球隊及塞黑盃。隨著2006年塞黑解體，總會亦解散。